# 费斯蒂贝尔
费斯蒂贝尔（法語發音：[fɛstybɛʁ]）是法国上法蘭西大區加来海峡省的一个市镇，位于该省北部偏东，属于贝蒂讷区。

## 地理
费斯蒂贝尔（50°32'36"N, 2°44'12"E）面积7.64 平方千米，位于法国上法蘭西大區加来海峡省，该省份为法国北部沿海省份，西北濒北海，南至索姆省，东临北部省。
与费斯蒂贝尔接壤的市镇（或旧市镇、城区）包括：里什堡、阿讷坎、屈安希、维奥莱讷、伯夫里、拉库蒂尔、日旺希莱拉巴塞。
费斯蒂贝尔的时区为UTC+01:00、UTC+02:00（夏令时）。

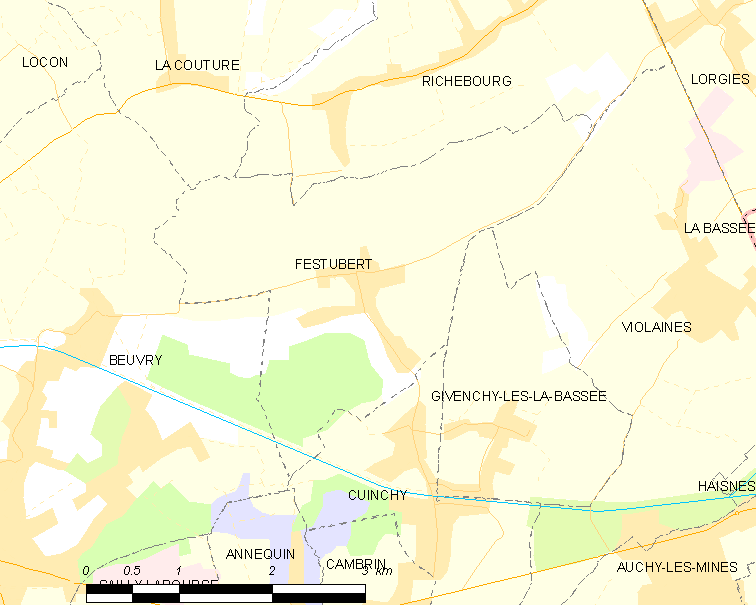
费斯蒂贝尔的OSM定位图

## 行政
费斯蒂贝尔的邮政编码为62149，INSEE市镇编码为62330。

## 政治
费斯蒂贝尔所属的省级选区为杜夫兰县。

## 人口

1962-2008年间费斯蒂贝尔人口变化图示

费斯蒂贝尔于2022年1月1日时的人口数量为1253人。